# イヴリン・キング
イヴリン・キング（Evelyn King、1960年7月1日 - ）は、アフリカ系アメリカ人の女性歌手。ニューヨーク・ブロンクス区出身。
「"Shame"」や「"I Don't Know If It's Right"」などの1970年代のヒット。
1982年、アルバム『ゲット・ルース』からシングルカットされた「ラブ・カム・ダウン」が全米17位を記録。

## ディスコグラフィ

### スタジオ・アルバム
- 1977年: スムース・トーク
- 1979年: Music box
- 1980年: Call on Me
- 1981年: アイム・イン・ラブ
- 1982年: ゲット・ルース
- 1983年: フェイス・トゥ・フェイス
- 1984年:  So romantic
- 1985年:  A Long Time Coming (A Change Is Gonna Come)
- 1988年: Flirt

### コンピレーション・アルバム
- 1997年: レッツ・ゲット・ファンキー～ザ・ベスト・オブ・イヴリン・キング